# Jaume Doménech
Artikeln följer den spanska namnseden; faderns efternamn är Doménech och moderns efternamn Sánchez.
Jaume Doménech Sánchez, född 5 november 1990, är en spansk fotbollsmålvakt som spelar för Valencia.

## Karriär
I juli 2013 värvades Doménech av Valencia och inledde sin tid i klubben med att spela för reservlaget i Segunda División B. Inför säsongen 2015/2016 flyttades han upp i A-laget av tränaren Nuno Espírito Santo. Den 12 september 2015 gjorde Doménech sin La Liga-debut i en 1–0-vinst över Sporting de Gijón. Han fick chansen att spela efter skador på både Diego Alves och Mathew Ryan. Dagen efter debuten meddelade Valencia att de förlängt Doménech kontrakt fram till 2018.
I september 2016 förlängde Doménech sitt kontrakt i Valencia fram till 2022. I november 2019 förlängde han sitt kontrakt fram till 2023.

## Meriter
Valencia
- Copa del Rey: 2018/2019